# Verband der nationalen Minderheiten in Deutschland
Der Verband der nationalen Minderheiten in Deutschland bestand von 1924 bis 1939 und vertrat die nichtdeutschen Minderheiten. Dem Verband gehörten die dänische (Schleswigscher Verein), polnische (Bund der Polen in Deutschland), sorbische (Lausitzer bzw. Wendische Volkspartei), friesische (Friesisch-Schleswigscher Verein) und litauische (Vereinigung der Litauer in Deutschland) Minderheit an. Tschechen und Masuren waren nicht im Verband organisiert, wurden aber in der Verbandszeitschrift Kulturwehr berücksichtigt.

## Geschichte
Der Verband der nationalen Minderheiten in Deutschland wurde 1924 gegründet. Bei den Wahlen zum Preußischen Landtag 1925 gelang es dem Verband zwei Mandate zu erreichen. Der Verband versuchte durch das Zusammengehen bei Wahlen, gemeinsame Petitionen und Verhandlungen die Lage der nationalen Minderheiten in Deutschland zu verbessern. Er war durch Jan Kaczmarek, der Funktionär beim Bund der Polen in Deutschland war, auch beim 1925 in Genf gegründeten Europäischen Nationalitätenkongress vertreten. Auch nach der Machtergreifung der Nationalsozialisten 1933 bestand der Verband vorerst weiter. Dies auch vor dem Hintergrund, dass der Verband der deutschen Minderheiten in Europa,  ab 1934 auch der Volksdeutsche Rat und ab 1937 die Volksdeutsche Mittelstelle ein wichtiges Mittel der deutschen Außenpolitik waren und von den Nationalsozialisten instrumentalisiert wurden. Die Delegierten des Verbandes Jan Skala, Bruno von Openkowski und Jan Kaczmarek wurden so noch am 5. November 1937 vom damaligen Reichskanzler Adolf Hitler empfangen. Mit Beginn des Zweiten Weltkrieges wurde der Verband jedoch zwangsweise aufgelöst und sein Vermögen beschlagnahmt.

## Zeitschrift
Ein bekannter Vertreter war der Sorbe Jan Skala, Chefredakteur der Verbandszeitschrift Kulturwille, die ab 1926 unter dem Namen Kulturwehr erschien und unter diesem Namen bis zum Verbot durch die Nationalsozialisten im Jahr 1936 herausgegeben wurde. Es erschien einmal monatlich als eine 12-seitige Zeitschrift zweisprachig mit polnischen und dänischen Artikeln. Bis 1939 erschien die Zeitschrift dann noch als Organ des Verbands der nationalen Minderheiten in Deutschland.